# Santol (La Union)
Santol é um município de  quarta classe de renda municipal (d) na província La Union, nas Filipinas. De acordo com o censo de 1 de maio  de  2020 possui uma população de 14 166 pessoas e 3 325 domicílios.